# Dauntsey (Angleterre)
Pour les articles homonymes, voir Dauntsey.
Dauntsey est une paroisse civile et un village du Wiltshire, en Angleterre.